# Gerhard Dier
Gerhard Dier (* 7. April 1949; † 11. Juni 2014 in Worms) war ein deutscher Fußballspieler.
Dier wechselte 1967 vom SV Auersmacher zum 1. FC Saarbrücken und absolvierte für die Saarländer zwischen 1967 und 1970 insgesamt 52 Spiele in der Regionalliga Südwest.
Nach einer weiteren Saison beim SV Auersmacher wechselte der Offensivspieler zurück in die damals zweitklassige Regionalliga Südwest zu Wormatia Worms und verbrachte dort fünf Spielzeiten, in denen er 79 Tore in 149 Spielen erzielte.
Seine Zeit bei Wormatia Worms wurde nur von einem einjährigen Intermezzo beim VfR Mannheim unterbrochen. Nach dieser Spielzeit kehrte Dier direkt zur Wormatia zurück und absolvierte dort 65 Spiele in der 2. Bundesliga Süd, bevor er seine Karriere beendete.
Zu Beginn der Saison 1992/93 wurde Gerhard Dier als neuer Trainer der Wormatia vorgestellt. Seine Amtszeit fand allerdings im März 1993 ein vorzeitiges Ende.
Insgesamt absolvierte Gerhard Dier 89 Spiele in der 2. Bundesliga Süd und erzielte dabei 17 Tore.
Gerhard Dier starb am 11. Juni 2014 im Alter von 65 Jahren.